# 全国高等学校ソフトボール選抜大会
全国高等学校ソフトボール選抜大会（ぜんこくこうとうがっこうソフトボールせんばつたいかい）は、日本ソフトボール協会が主催、全国高等学校体育連盟共催の高校ソフトボールの全国大会である。

## 概要
毎年3月中ないし下旬に開かれる。日本の高校ソフトボール界では、夏の全国高等学校総合体育大会ソフトボール競技大会（インターハイ）、秋の国民スポーツ大会（国スポ）と並ぶ重要な大会で、女子大会はJOCジュニアオリンピックカップの指定を受けている。
男女とも1983年に第1回が開催された。男女それぞれ別の開催地となる。男子は「スポーツ拠点づくり推進事業」の承認を受け、2007年から静岡県富士宮市で開催されている。女子は2006年から持ち回り。

## 歴代優勝チーム
| 回 | 年   | 女子                             | 女子                             | 男子                             | 男子                             |
| 回 | 年   | 開催地                           | 優勝校                           | 開催地                           | 優勝校                           |
| -- | ---- | -------------------------------- | -------------------------------- | -------------------------------- | -------------------------------- |
| 1  | 1983 | 府中                             | 星野女子（埼玉）                 | 横浜                             | 沼津学園（静岡）                 |
| 2  | 1984 | 府中                             | 星野女子（埼玉）                 | 横浜                             | 高知学芸（高知）                 |
| 3  | 1985 | 府中                             | 埼玉栄（埼玉）                   | 横浜                             | 新島学園（群馬）                 |
| 4  | 1986 | 府中                             | 夙川学院（兵庫）                 | 横浜                             | 沼津学園（静岡）                 |
| 5  | 1987 | 立川                             | 埼玉栄（埼玉）                   | 横浜                             | 日向工（宮崎）                   |
| 6  | 1988 | 江戸川                           | 埼玉栄（埼玉）                   | 横浜                             | 千葉敬愛（千葉）                 |
| 7  | 1989 | 江戸川                           | 星野女子（埼玉）                 | 横浜                             | 沼津学園（静岡）                 |
| 8  | 1990 | 江戸川                           | 夙川学院（兵庫）                 | 横浜                             | 諫早（長崎）                     |
| 9  | 1991 | 江戸川                           | 愛知淑徳（愛知）                 | 横浜                             | 箕島（和歌山）                   |
| 10 | 1992 | 江戸川                           | 星野女子（埼玉）                 | 横浜                             | 志布志（鹿児島）                 |
| 11 | 1993 | 江戸川                           | 夙川学院（兵庫）                 | 横浜                             | 清風南海（大阪）                 |
| 12 | 1994 | 江戸川                           | 厚木商（神奈川）                 | 伊勢原                           | 清風南海（大阪）                 |
| 13 | 1995 | 江戸川                           | 厚木商（神奈川）                 | 伊勢原                           | 日向工（宮崎）                   |
| 14 | 1996 | 江戸川                           | 夙川学院（兵庫）                 | 伊勢原                           | 沼津学園（静岡）                 |
| 15 | 1997 | 江戸川                           | 白鷗大足利（栃木）               | 伊勢原                           | 千葉敬愛（千葉）                 |
| 16 | 1998 | 江戸川                           | 厚木商（神奈川）                 | 伊勢原                           | 文徳（熊本）                     |
| 17 | 1999 | 江戸川                           | 夙川学院（兵庫）                 | 伊勢原                           | 岡豊（高知）                     |
| 18 | 2000 | 江戸川                           | 厚木商（神奈川）                 | 福岡                             | 清風南海（大阪）                 |
| 19 | 2001 | 江戸川                           | 厚木商（神奈川）                 | 宮崎                             | 岡豊（高知）                     |
| 20 | 2002 | 江戸川                           | 須磨ノ浦女子（兵庫）             | 嘉手納                           | 岡豊（高知）                     |
| 21 | 2003 | 江戸川                           | 西山（京都）                     | 大東                             | 九産大九州（福岡）               |
| 22 | 2004 | 江戸川                           | 木更津総合（千葉）               | 富士宮                           | 岡豊（高知） 千葉敬愛（千葉）    |
| 23 | 2005 | 江戸川                           | 厚木商（神奈川）                 | 富士宮                           | 岡豊（高知）                     |
| 24 | 2006 | 伊万里                           | 小倉商（福岡）                   | 加古川                           | 九産大九州（福岡）               |
| 25 | 2007 | 坂出                             | 星野（埼玉）                     | 富士宮                           | 新見（岡山）                     |
| 26 | 2008 | 尾道                             | 東海学園（愛知）                 | 富士宮                           | 大村工（長崎）                   |
| 27 | 2009 | 大阪                             | 厚木商（神奈川）                 | 富士宮                           | 九産大九州（福岡）               |
| 28 | 2010 | 熊野                             | 木更津総合（千葉）               | 富士宮                           | 箕島（和歌山）                   |
| 29 | 2011 | 東北地方太平洋沖地震の影響で中止 | 東北地方太平洋沖地震の影響で中止 | 東北地方太平洋沖地震の影響で中止 | 東北地方太平洋沖地震の影響で中止 |
| 30 | 2012 | 揖斐川                           | 東海学園（愛知）                 | 富士宮                           | 大村工（長崎）                   |
| 31 | 2013 | 鹿児島                           | 木更津総合（千葉）               | 富士宮                           | 大村工（長崎）                   |
| 32 | 2014 | 熊野                             | とわの森三愛（北海道）           | 富士宮                           | 大村工（長崎）                   |
| 33 | 2015 | 宇部                             | 厚木商（神奈川）                 | 富士宮                           | 大村工（長崎）                   |
| 34 | 2016 | 成田                             | 千葉経大付（千葉）               | 富士宮                           | 佐世保西（長崎）                 |
| 35 | 2017 | 加古川                           | 創志学園（岡山）                 | 北九州                           | 大村工（長崎）                   |
| 36 | 2018 | 揖斐川                           | 創志学園（岡山）                 | 高知                             | （準決勝以降中止）               |
| 37 | 2019 | 佐賀                             | 兵庫大須磨ノ浦（兵庫）           | 嘉手納                           | 大村工（長崎）                   |
| 38 | 2020 | 新型コロナの影響で中止           | 新型コロナの影響で中止           | 新型コロナの影響で中止           | 新型コロナの影響で中止           |
| 39 | 2021 | 佐賀                             | 佐賀女子（佐賀）                 | 和歌山                           | 啓新                             |
| 40 | 2022 | 尾道                             | 佐賀女子（佐賀）                 | 各務原                           | 大村工（長崎）                   |
| 41 | 2023 | 鹿児島                           | 兵庫大須磨ノ浦（兵庫）           | 大村                             | 大村工（長崎）                   |
| 42 | 2024 | 富士宮                           | 多治見西（岐阜）                 | 宇部                             | （準々決勝以降中止）             |
| 43 | 2025 | 大村                             | 千葉経大付（千葉）               | 成田                             | 啓新                             |